# عبد الكريم العرشي
عبد الكريم عبد الله العَرَشي (1929 - 2006) سياسي يمني، ورئيس الجمهورية العربية اليمنية لفترة قصيرة، من 24 يونيو إلى 18 يوليو من عام 1978. وُلد في الاعروش في خولان الطيال التابعة لمحافظة صنعاء. بعد قيام ثورة عام 1962 كان له دور في بعض العمليات العسكرية للدفاع عن الثورة. تعين في 6 فبراير 1978 رئيساً لمجلس الشعب التأسيسي. بعد اغتيال الرئيس أحمد حسين الغشمي في 24 يونيو عام 1978، تم تعيينه رئيساً مؤقتاً للجمهورية بحكم منصبه، حيث تولى مهام رئيس الجمهورية لمدة 23 يوماً فقط انتهت بانتخاب علي عبد الله صالح رئيساً للجمهورية من قبل مجلس الشعب التأسيسي، وتعيين القاضي العرشي نائباً للرئيس إلى جانب عمله كرئيس لمجلس الشعب، حيث خاف من أن يصبح مصيره مثل مصير الرؤساء الآخرين فاعتذر عن عن الترشح لمنصب الرئاسة.

## مهام ومناصب أخرى
أثناء مسيرة حياته تقلد القاضي العرشي العديد من الوظائف والمناصب، ومن أهمها عاملاً لقضاء ذمار بعد قيام الثورة اليمنية 26 سبتمبر مباشرة ثم عاملاً لقضاء (حراز) في محافظة صنعاء عام 1963م، ثم مديرًا عامًّا لمحافظة الحديدة عام 1964م، ثم مديرًا عامًّا في وزارة الداخلية عام 1966م، ثم مديرًا عامًا للمحافظات عام 1967م، حيث تولّى خلال ذلك تنظيم التقسيم الإداري للجمهورية، والقيام بإحصاء شامل للقرى والعزل والنواحي. وفي نفس العام تعيّن رئيسًا لمصلحة أملاك وعقارات الدولة، فعمل على حصر أملاك الدولة الثابتة والمنقولة، ثم تعّين محافظًا لمحافظة إبّ عام 1968م، ثم تعيّن عام 1970م وزيرًا للخزانة، ورئيسًا للجنة المالية والاقتصادية العليا، ثمّ وزيرًا للخزانة للمرة الثانية عام 1971م، ثم وزيرًا للإدارة المحلية عام 1973م، ثم محافظًا لمحافظة إبّ للمرة الثانية عام 1394هـ/ 1974م، ثم مساعدًا لرئيس مجلس القيادة (رئيس الجمهورية) إبراهيم محمد الحمدي 1975م، ثم مساعدًا للرئيس أحمد حسين الغشمي، ثم رئيسًا لمجلس الشعب التأسيسي من 1978 حتى 1988، ثم من 1988 حتى 1990 تعين رئيساً لمجلس الشورى المنتخب الذي حل محل مجلس الشعب التأسيسي. وبعد عامين، أي بعد إعادة توحيد اليمن في 22 مايو 1990، أصبح عضواً في المجلس الرئاسي حتى أكتوبر 1993، كما شغل في نفس الفترة منصب رئيس اللجنة العليا للانتخابات، والتي أوكلت إليها مهمة الإدارة والإشراف على أول انتخابات نيابية بعد تحقيق الوحدة اليمنية، حيث أجريت الانتخابات في 27 ابريل 1993، ثم تعين مستشاراً لرئيس الجمهورية في عام 1997. توفي في 10 يونيو عام 2006.